# Nimrod-Eisstrom
Der Nimrod-Eisstrom ist ein 95 km langer Eisstrom in der antarktischen Ross Dependency. Er fließt durch das Polarplateau in nördlicher Richtung und mündet in den Nimrod-Gletscher. 
Wissenschaftler der von 1961 bis 1962 durchgeführten Kampagne im Rahmen der New Zealand Geological Survey Antarctic Expedition entdeckten ihn. Sie benannten ihn zudem in Anlehnung an die Benennung des gleichnamigen Gletschers. Dessen Namensgeber ist das Forschungsschiff Nimrod, mit dem der britische Polarforscher Ernest Shackleton die Nimrod-Expedition (1907–1909) unternommen hatte.